# Pat O'May
Pat O'May est un guitariste et auteur-compositeur-interprète français, né en 1961 à Rouen.
Il utilise les bases du rock et du metal, qu'il associe à des éléments des musiques du monde (musiques traditionnelles celtiques, bretonnes, arabes ou encore chinoises) sur des textes d'actualité. Après avoir fait partie des groupes de heavy metal Marienthal et Road 66, il commence à produire plusieurs albums solo dans lesquels il précise son univers. En parallèle, il est sollicité pour des compositions de musiques et il participe à de grands projets fédérateurs comme les spectacles d'Alan Simon (l'opéra-rock Anne de Bretagne, Excalibur).

## Biographie

### Groupes

#### D'un groupe de lycée à Marienthal
Pat O'May naît à Rouen le 5 novembre 1961. D'origine irlandaise, il est plongé très tôt dans la musique. Son arrière-grand-père, né à Cork vers 1870, est venu d'Irlande pour s'installer en France. Chez lui, ses parents chantaient les variétés de l'époque et l'emmenaient chaque Noël découvrir au grand Théâtre des arts de Rouen la dernière opérette à la mode. Dans sa jeunesse, il est fan du groupe américain Osmonds Brothers, qui lui fait découvrir le rock et le R&B, mais c’est à l’écoute du Machine Head de Deep Purple que lui vient l'envie d'être guitariste de hard rock. Ritchie Blackmore devient son modèle. Il reçoit sa première guitare à Noël et forme son premier groupe de lycée Sword avec des compositions et des reprises de Scorpions, Dire Straits, Bette Middler. À travers le métal, il est constamment à la recherche de virtuosité, de la performance technique, en perfectionniste héritier des valeurs inculquées par son père.
Il est repéré dans un magasin de musique de Rouen par Dennis Blard et Rémy Legendre, qui cherchent une seconde guitare pour leur groupe Marienthal, lequel occupe une place importante sur la scène hard rock rouennaise. Engagé dans le groupe, il veut alors devenir musicien professionnel. Ne trouvant pas de chanteur, le groupe organise un concours entre eux, que remporte Pat. Réticent au départ, le chant devient petit à petit indissociable de sa personnalité. Il prend des cours de guitare avec Patrick Duplan pour lui ouvrir son horizon musical (musique classique, blues, bossa nova). Il cherche donc à écouter divers styles (Ange, Pink Floyd, du punk, Return to Forever, Jeff Beck, Alan Stivell).
Marienthal se stabilise autour de Gilles Marc, Ludwig Leroy, Gilles Bloquel et Pat. Il a un succès grandissant et devient un groupe important de la scène hard rock rouennaise. Ils enregistrent un premier 45T en 1983, le LP Prohibition en 1985 et des démos. Leur titre Voyage est sur la compilation Rock à Rouen. Ils font une tournée dans toute la France où ils commencent à avoir une notoriété et partent en Angleterre et en Algérie. Ils font les premières parties pour Girlschool, Alvin Lee et Chariot. Marienthal commence l’écriture d’un nouvel album qui ne se fera pas. En effet le groupe se sépare en 1986, dû aux conflits avec leur manager.

#### Sur la route jusqu'au bout du monde

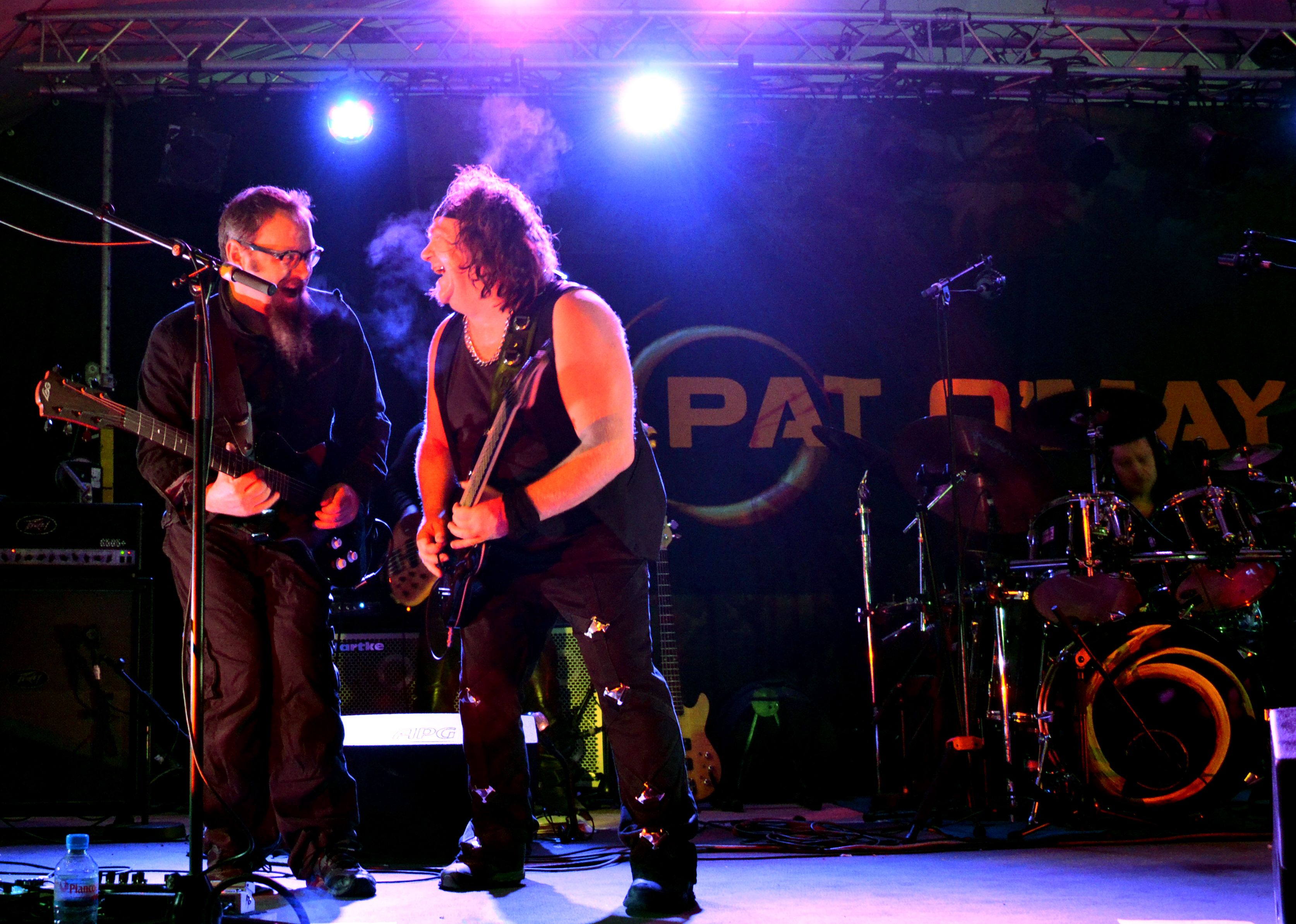
Tournée Celtic Wings en 2013.

Très touché par cette fin, il part en tournée avec Road 66, son nouveau groupe. Il joue dans les bars de France mais tombe dans les excès. Pendant une tournée qui les emmènent à Belfort, il décide d’arrêter la descente aux enfers. À Belfort il rencontre le groupe Ange, le batteur Pierre Hartmann et le bassiste Alain De Bernardi avec qui il remonte Road 66. Ils tournent dans l’Est de la France et en Allemagne.
 À la suite d'une tournée en Bretagne, il rencontre sa femme et décide donc de s’installer en Bretagne en 1989, terre pour laquelle il a également un coup de foudre. Ayant gardé de nombreuses attaches avec Belfort, il y retourne régulièrement pour écrire la musique de deux spectacles du metteur en scène et ami François Jacob : La Mort de Marat de Peter Weiss en 1989 et La Terre de Zola en 1991. La Terre, jouée devant 15 000 spectateurs, devient un succès. En Bretagne il reforme Road 66 no 3 avec Stéphane de Vito (bassiste d'Ar Re Yaouank) et Ginger (batterie). Ils partent en tournée et sortent en 1989 Immediate Heat en cassette. Il travaille parallèlement en studio avec son ami Bruno Le Pennec, ce qui lui permet de s’intéresser au son et de sonoriser grand nombre de fest noz, en commençant par le groupe breton Pennoù Skoulm. Mais se sentant de moins en moins à sa place en groupe, il décide d'entamer une carrière solo en 1993 pour s’exprimer plus librement et parvenir à mélanger les genres.

### Carrière solo

#### Breizh-Amerika: du hard rock armoricain

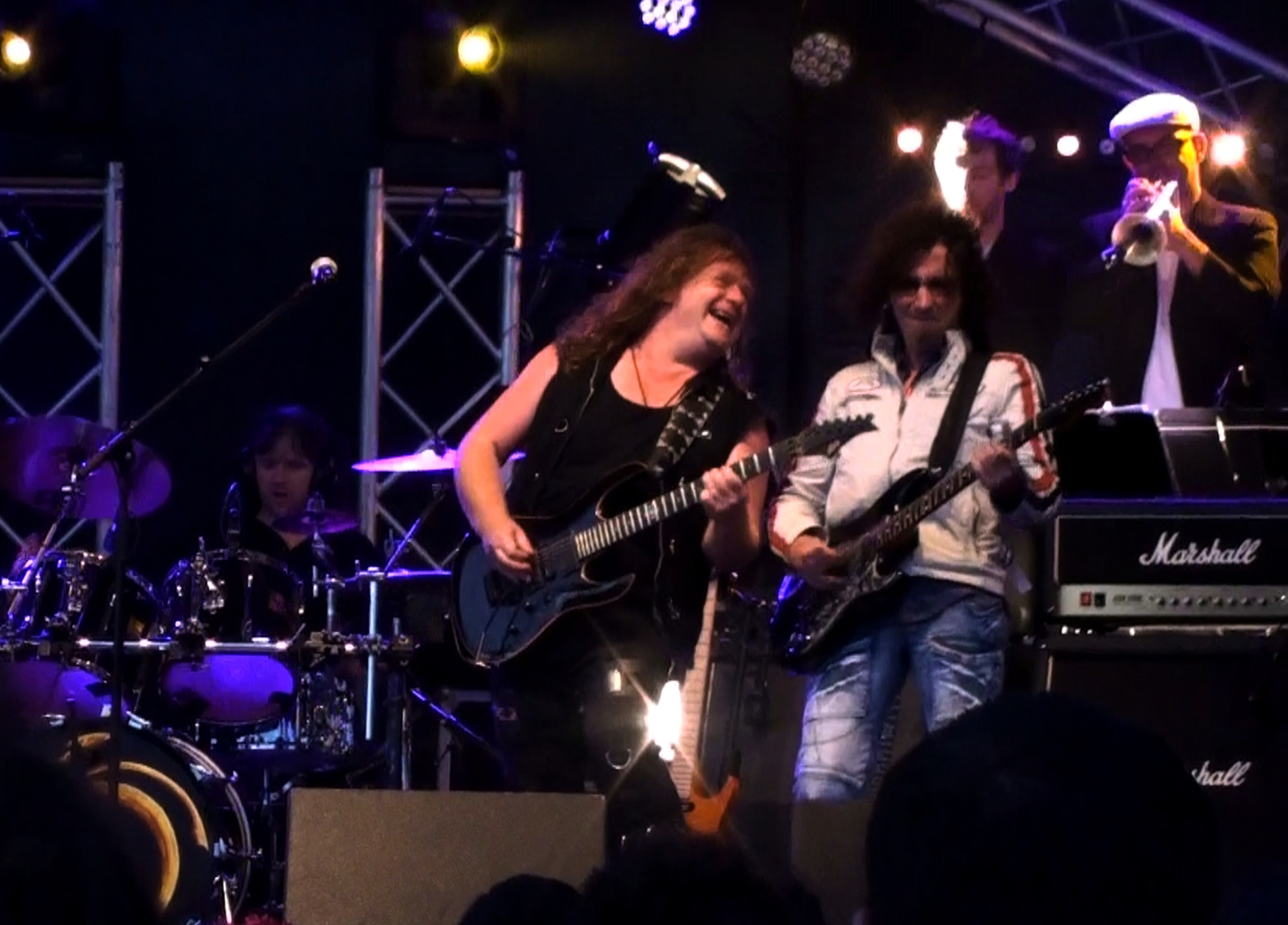
Le guitariste « Nono » du groupe Trust invité en guest en 2011.

En 1994 Pat tourne avec son premier album solo Bob up. En 1995, il est invité par le Festival "Cannes Passion Musique" à aller enseigner sa pédagogie, aux côtés de Uzeb, Biréli Lagrène, Dennis Chambers... Il rencontre beaucoup de musiciens et fait le concert de clôture avec Stuart Hamm, Rudy Roberts et Jonathan Mover (section rythmique de Joe Satriani). La maison de disques WMD lui propose de distribuer son premier album Bob Up. Ce dernier est salué par la presse nationale.
Le distributeur français des guitares Godin le choisit comme démonstrateur en 1996 pour sillonner l’hexagone et représenter leur marque à travers le monde. Il se verra offrir "Radiator", le premier prototype de leur nouvelle guitare. Son second opus Kids and The War est produit en 1997 chez Arcade. Il joue ensuite en remplacement avec le groupe rock celtique Glaz.
Sa rencontre avec le label breton Coop Breizh en 1999 donne naissance à son troisième album Breizh-Amerika dont la particularité est qu'il est enregistré en Bretagne et mixé à New York par le guitariste new-yorkais Ron Thal (du groupe Guns N’ Roses) qui s'est occupé de la production artistique. Dans cet album, Pat O'May s'affirme dans son jeu et affine sa conception de la fusion des énergies du rock et des musiques traditionnelles. Pour cela, il s'est entouré de prestigieux musiciens bretons tels que : Ronan Le Bars (uilleann pipes), le Bagad Roñsed-Mor, les Frères Quéré (Kan ha diskan), Jacky et Dominique Molard  (violon, percussions), Stéphane de Vito ainsi que de Norbert Krief (Trust) et le Cercle celtique de Spézet. Sa façon d'intégrer la musique celtique est plus rythmique qu'harmonique, après avoir ressenti cette puissance dans les fest-noz, particulièrement dans le plinn et son groove martelé proche de We will rock you de Queen.
Pour sa tournée, il réalise de nombreux grands concerts comme le concert d'ouverture du Festival interceltique de Lorient, le festival des Vieilles Charrues, le festival des Terre-Neuvas aux côtés d'Armens et Matmatah, la première partie de Stone Age, Le Finistère à Paris aux Champs-Élysées organisé par Coop Breizh… En 2000, il enchaîne les concerts de sa tournée jusqu’en septembre à Karlsruhe, pour ensuite passer du temps à la création de son futur album acoustique. En 2001, il se consacre à la scène, effectuant de nombreuses tournées à travers l'Europe. En 2002, il s'associe au pianiste-accordéoniste Patrice Langlois dans l'album Anacoustique pour revisiter quelques morceaux du précédent album avec des créations plus récentes.

#### De la rencontre avec Servat à la participation à l'opéra-rock Excalibur
Il produit en 2002 le disque Souffle pour la vie au profit de la recherche contre la mucoviscidose. De nombreux artistes bretons dont Gilles Servat, Dan Ar Braz ou Annie Ebrel vont participer à l'opération. Il organise aussi un concert, réunissant plusieurs artistes, au profit de la lutte contre la mucoviscidose. Il entame ensuite la tournée de son nouvel album Anakoustick, accompagné du pianiste Philippe Turbin et s'accompagne à la guitare acoustique. Daliel Thénadet et la salle Glenmor de Carhaix créent en 2003 un spectacle dans lequel Gilles Servat et Pat O'May partagent leurs univers en jouant leurs répertoires respectifs. En 2004, il est invité par Gilles Servat sur plusieurs festivals (FIL…) et il produit plusieurs groupes bretons. Pat continue ses concerts et multiplie les rencontres avec des guitaristes tels que Jeff Beck, Joe Satriani, Steve Vai, Van Wilks.
En 2005 il participe à l'album Sous le ciel de cuivre et d'eau de Gilles Servat ainsi qu'à ses concerts de la St Patrick à Bercy où il est directeur artistique pour le final qui regroupe les 200 musiciens du festival avec la chanson Mull of Kintyre de Paul McCartney et des Wings. Il fera de même au festival Celtica au stade de la Beaujoire à Nantes pour le final où sont présents tous les musiciens du festival (Alan Stivell, Denez Prigent et les "locaux de l'étape" Tri Yann). Il participe à l'enregistrement de l'album Explore d'Alan Stivell et au festival interceltique de Lorient. Il rencontre le réalisateur de Thalassa pour écrire la musique de la série « Les Côtes d’Europe vues du ciel » diffusée à partir de janvier 2006 sur France 3 puis France 5 et dans le monde en 2007 (toute l'Europe, Canada, Australie). C'est en 2006 qu'il finit d’écrire la série (plus de 100 titres en un an).

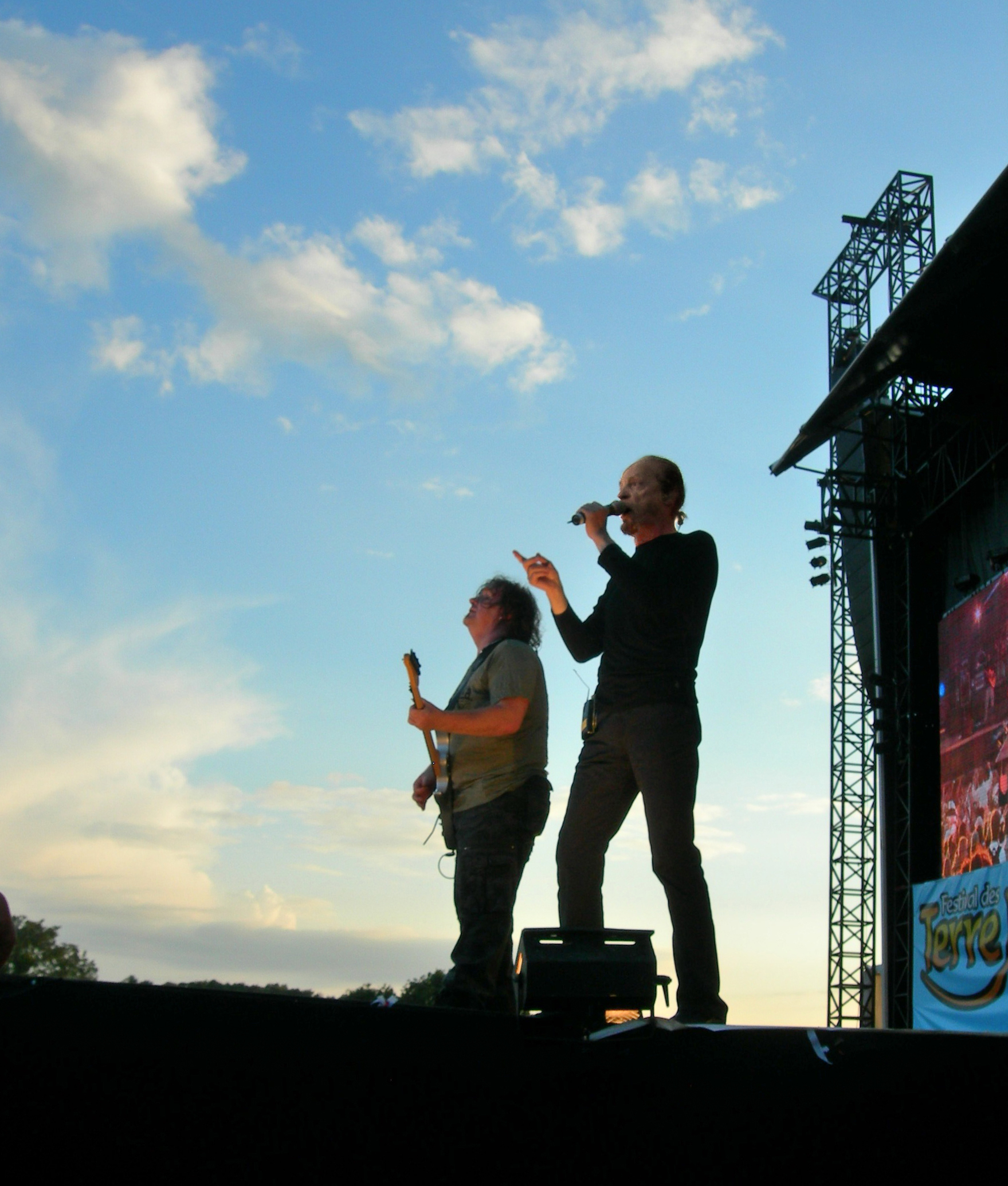
Pat O'May et son invité Alan Stivell au festival des Terre Neuvas 2007.

Le CD La Bretagne fête la Saint-Patrick à Bercy sort en mars 2006 où il interprète une reprise du célèbre Mull of Kintyre de Wings. Il participe en invité au Flashback Tour de Johnny Hallyday avec Anthony Chaplain. La série des Côtes d’Europe vues du ciel sort en DVD en mars 2007. Pat signe son cinquième opus Omega chez Milan Music/ULM/Universal pour la France et Warner pour l’international. Lors du festival des Terre Neuvas à Bobital, il a carte blanche pour fêter les 10 ans du festival ainsi que la sortie de son nouvel album, devant 45 000 personnes. Pour l’occasion, il est rejoint par la Kevrenn Brest Sant Mark, Alan Stivell, Gilles Servat et Anthony Chaplain pour des duos, et accompagné de musiciens tels que Christophe Peloil (Tri Yann), David Hopi Hopkins (Barzaz), Hilaire Rama, Philippe Turpin… Sa chanson Overlord, mêlant rock et bagad, connait un grand succès.
Il part en tournée en 2008 en France et en Europe pour faire la promotion de son nouvel album. Il assurera des démos pour présenter son modèle de guitare signature chez Godin. De sa rencontre avec le compositeur nantais Alan Simon, naît une collaboration pour participer à son opéra folk rock Anne de Bretagne ce qui l'amènera en studio et sur scène en compagnie de Barclay James Harvest, Christian & Tristan Decamps, Nilda Fernandez, Didier Squiban, Cécile Corbel, Tri Yann, Jean-Claude Dreyfus, le Chœur de l’Opéra de Gênes…
Il est en concert toute l'année 2009 avec son groupe et avec Anne de Bretagne. Le Bagad de Locoal-Mendon le convie à fêter leurs 40 ans aux côtés de Gilles Servat, Louise Ebrel, Dom Duff, Pascal Lamour… En juillet, il retrouve Alan Simon à Kaltenberg (Allemagne) pour Excalibur, The Celtic rock opera aux côtés de Johnny Logan, Alan Parsons, Martin Barre (Jethro Tull), Jon Anderson (Yes), John Helliwell (Supertramp), Fairport Convention, Jacqui McShee, Les Holroyd… Parallèlement, il joue dans une autre création, Breizharock, qui comprend un bagad entouré de Soïg Sibéril, Jean-Marc Illien, Xavier Soulabail, Fred Moreau entre autres et poursuit l'écriture pour la télévision.

#### L'envol celtique

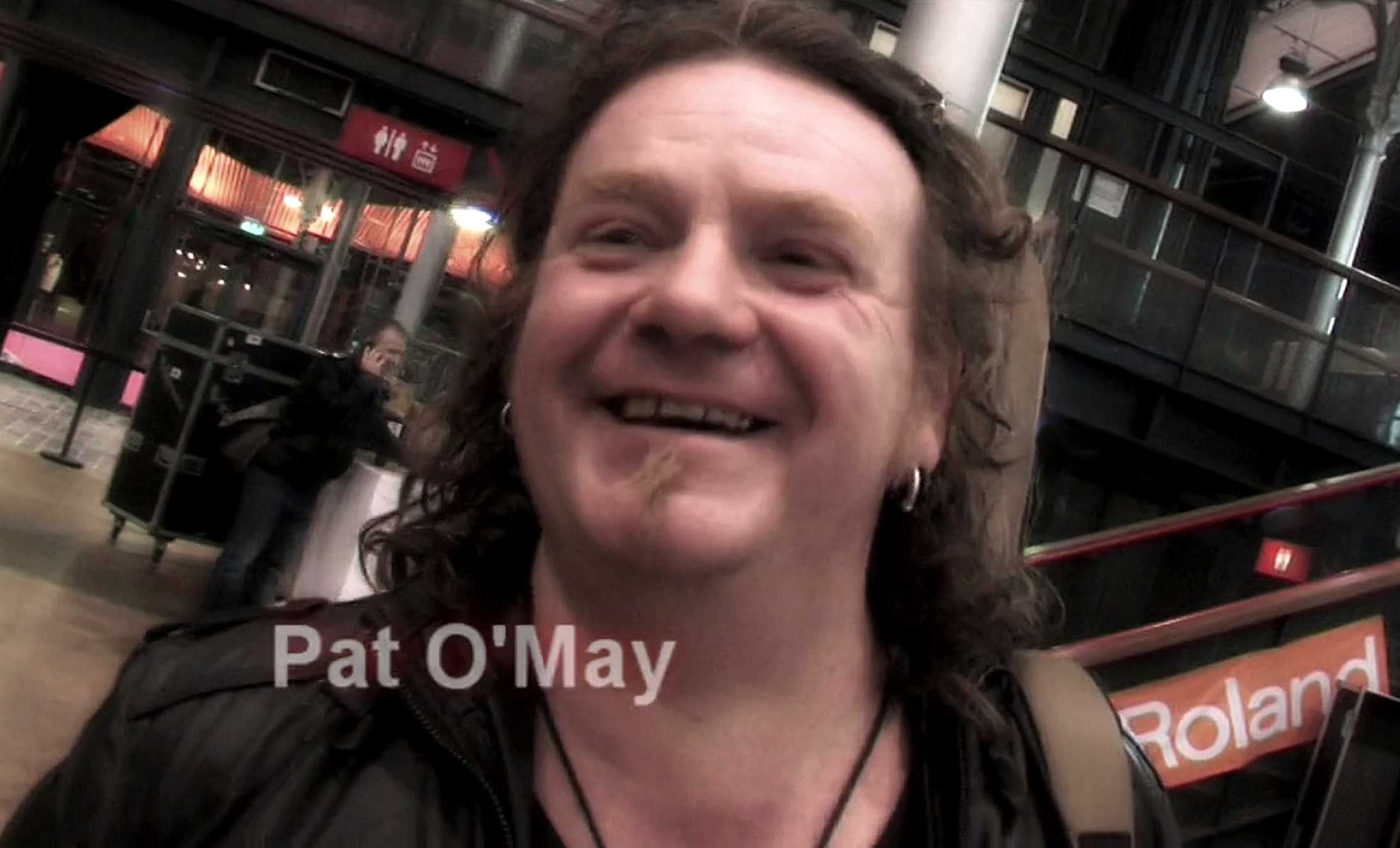
Pat O'May interviewé au Salon Music&You de La Villette en 2010.

Début 2010, la tournée d’Excalibur continue, avec 21 représentations en Allemagne et en Suisse. Un DVD sort et atteint la 2e place des ventes en Allemagne. Puis celui d’Anne de Bretagne sort à son tour, enregistré en live au château des ducs de Bretagne. Le 27 février, il enregistre en public à l'espace Bleu Pluriel de Trégueux son DVD/CD composé de 10 morceaux inédits intitulé In live we trust en compagnie d'une section de cuivres. En mars, il joue à Paris-Bercy pour la Saint-Patrick avec le spectacle Kéjaj et participe au final[source insuffisante]. Ensuite, il enregistre Excalibur III The Origins. L'année 2011 est bien remplie entre ses propres concerts et ses participations à Excalibur, Breizharock, la St Patrick, aux concerts d'hommage à Gary Moore, de soutien pour le Japon ou les otages, des 10 ans du groupe Back Ouest avec Soldat Louis, Gérard Jaffrès… Puis il joue avec Didier Squiban et entame en octobre la tournée The Meeting Tour où il partage son répertoire avec celui de Martin Barre (guitariste de Jethro Tull rencontré avec Excalibur) tout en continuant d'écrire en parallèle pour Thalassa. De plus, il signe avec les guitares Lâg et le tourneur Music for ever[source secondaire souhaitée]. 
Le 16 février 2012, il est l'invité surprise du concert anniversaire d'Alan Stivell à l'Olympia[source secondaire souhaitée], ainsi que lors du festival des Filets bleus le 16 août et à La Carène (Brest)[source secondaire souhaitée]. Puis suivent la tournée d'Anne de Bretagne et du Breizharock, les premières parties de Uli Jon Roth (ex guitariste de Scorpions) à Colmar, Bâle et Pagney-derrière-Barine, le festival Nancy on the rocks le 2 juillet au Zénith de Nancy avec entre autres Scorpions, Pat Mac Manus, Gamma Ray, Karelia, Koritni… Le grand spectacle d'Excalibur en forêt de Brocéliande est donné le 14 juillet 2012, enregistré pour le DVD. Il poursuit ses collaborations avec Martin Barre, qui le convie à rejoindre son nouveau groupe au line up prestigieux pour plusieurs tournées en Grande-Bretagne, Allemagne, Italie, USA.

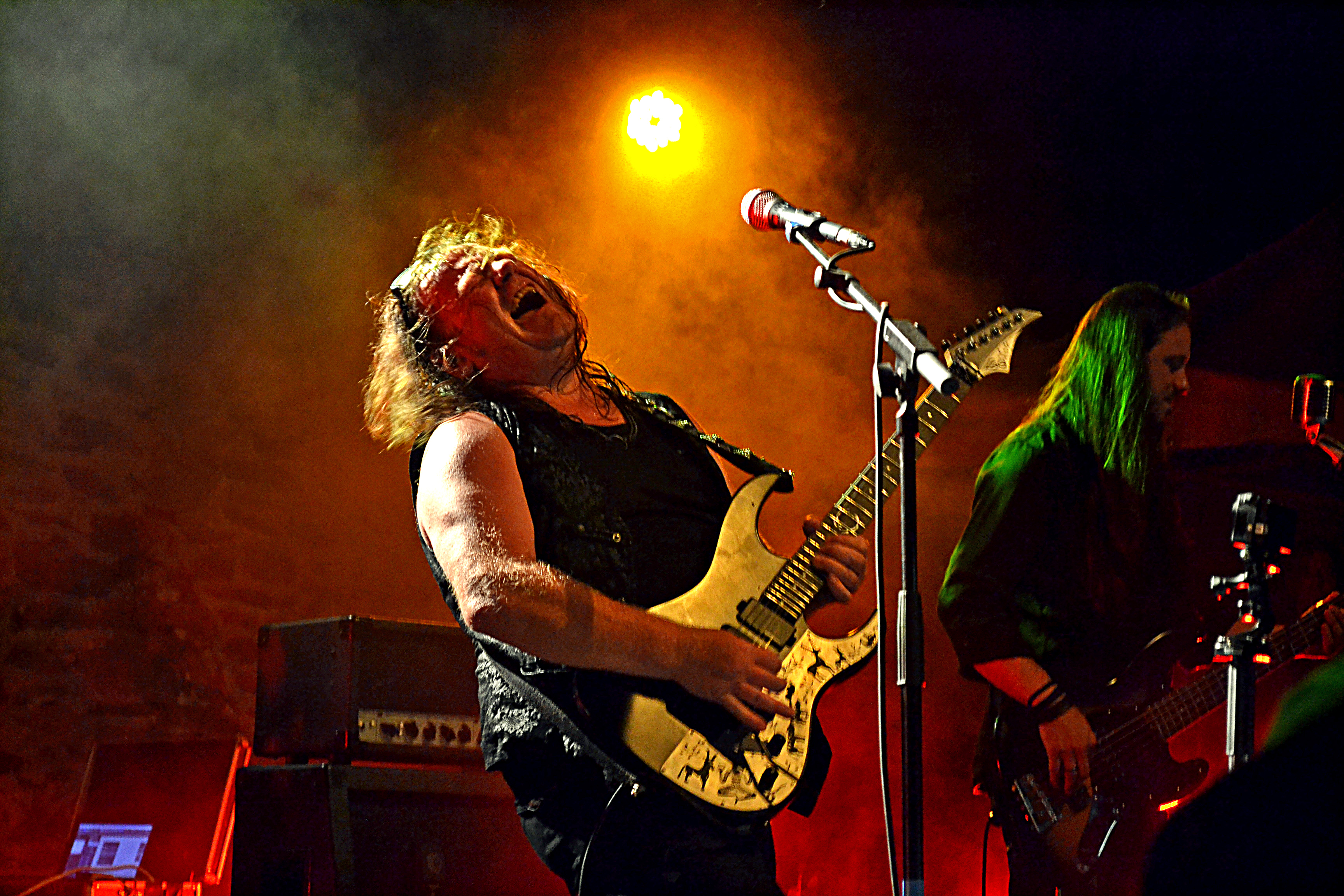
Un partage d'énergie musicale en concert à Plouzané en 2015.

Son nouvel album, baptisé Celtic Wings, sort le 30 novembre 2012 toujours chez Keltia. En s'inspirant de ses racines musicales (metal), génétiques (Irlande) et affectives (Bretagne), il donne naissance à un album de rock celtique voir metal celtique, entre nouvelles compositions et reprises de classiques (medley d'Alan Stivell à la guitare, Over the Hills and Far Away, Whiskey in the Jar, Ti Eliz Iza), avec la participation de Martin Barre, Alan Stivell, Jonathan Noyce (Gary Moore, Archive), Moya Brennan (Clannad), James Wood (Excalibur), Christophe Peloil (Tri Yann). L'album, dont il ne commence l'écriture que six mois avant la sortie, est enregistré en Bretagne, Irlande, Angleterre et est masterisé dans les célèbres studios Abbey Road à Londres  par Alex Wharton
En 2014, Pat O'May retourne en studio pour enregistrer Behind the pics, un album à nouveau masterisé aux studios Abbey Road. Il est accompagné du « New Symphony Orchestra de Sofia » sur deux titres et de sa guitare Lâg signature « Arkane Celtic Master » pour composer un metal celtique subtil.
2016, Pat part à Sofia pour enregistrer Keltia Symphonia avec le New Symphony Orchestra dirigé par Petko Dimitrov[source secondaire souhaitée]. Album où Pat écrit de nouveaux arrangements pour des morceaux traditionnels bretons.
2017 est l'année choisie par Pat pour faire un concert anniversaire qui sera enregistré le 7 octobre à Trégueux salle Bleu pluriel[source secondaire souhaitée]. 23 ans de carrière solo avec une pléiade d'artistes dont Ron "Bumblefoot" Thal, Patrick Rondat, Jonathan Noyce, Pat Mc Manus, le bagad Konk Kerne, Marienthal, Diabolo, Les Gars du Loc'h… L'album sort en octobre 2018. 
Il a préfacé le livre d'Adrian Michenet-Delys sur la biographie de Jethro Tull Madness in the spring paru en octobre 2018[source secondaire souhaitée].
2021 sortie de son premier concept album Welcome To A New World enregistré en France et masterisé à Abbey Road par Alex Wharton. Après avoir subi les affres du Covid, il part en tournée et l'album est plébiscité par la presse entière devient rapidement un classique dans le milieu du Metal et du prog, son concert à La Traverse de Cléon est filmé et passe sur les chaines de télés nationales. La tournée réunit plus de 50 000 personnes. 
En 2023, il crée avec sa manageuse, Michelle Surleau le Guit Armor Fest où ils invitent leurs amis, Uli Jon Roth, Jessie Lee and The Alchemists, Patrick Rondat, Manu Lanvin, Laura Cox... Il enchaîne avec la 5e édition de son Guit Ar Camp # 5 
2024 un nouveau projet prend forme, le "Guitar Night Project" avec Patrick Rondat et Fred Chapellier, la tournée commencera en septembre et les emmènera à travers l'Europe ! Parallèlement, il assure les premières parties du groupe mythique Ange pour la dernière tournée avec son leader fondateur du groupe Christian Decamps qui se terminera à l'Olympia le 1er février 2025. 

## Discographie

### Participations

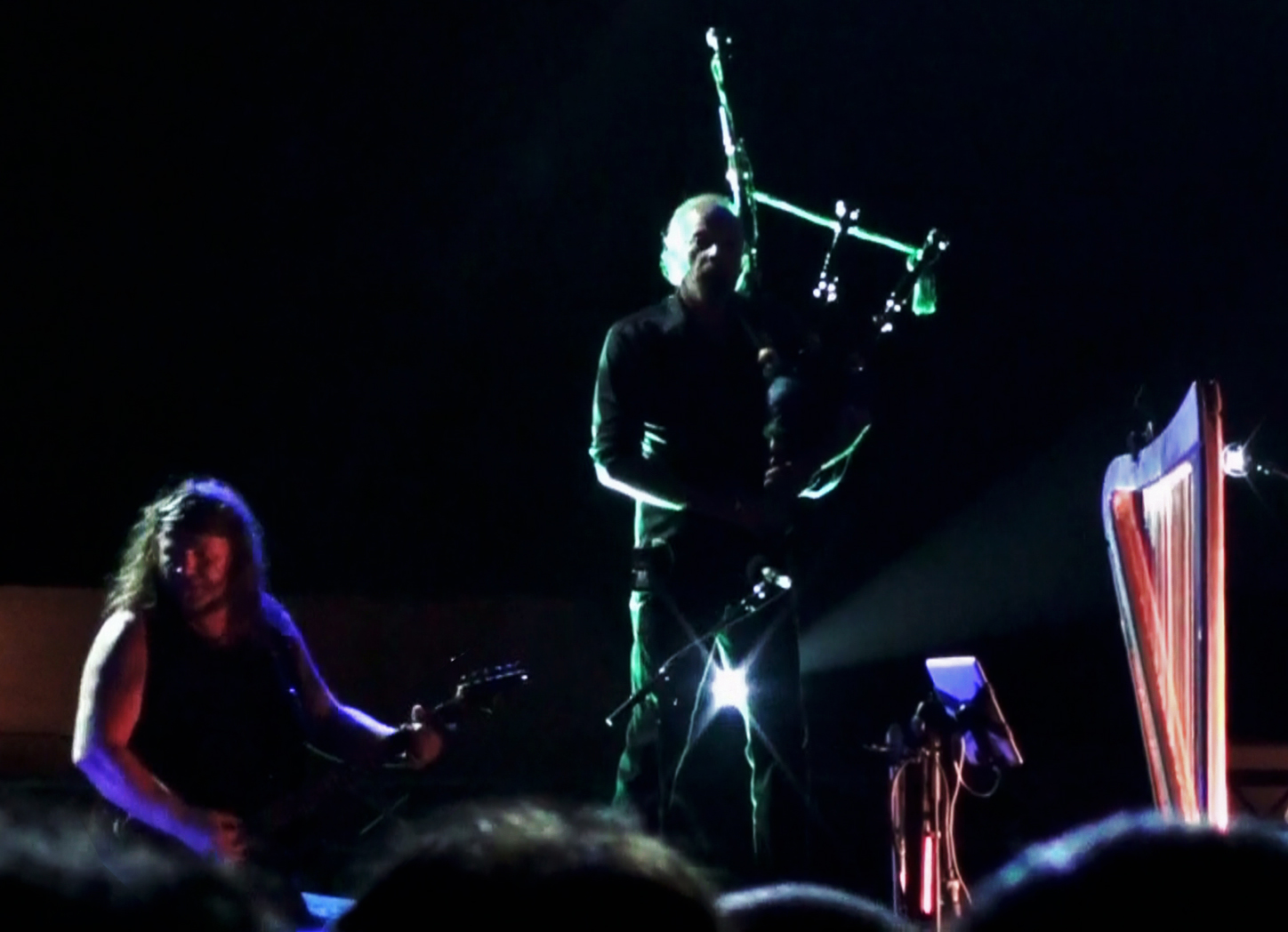
Invité d'Alan Stivell sur sa tournée 40th Anniversary Olympia 2012 (ici au festival des Filets bleus).

- 1998 : Jean-Charles Guichen (Ciré Jaune/Coop Breizh)
- 1998 : Kerden (collectif de guitaristes bretons) - Cordes de Bretagne (Gwerz Pladenn/Coop Breizh)
- 1999 : Forzh Penaos - Allez… Gavotte ! (Coop Breizh)
- 2002 : Un souffle pour la vie, concert contre la mucoviscidose (Coop Breizh)
- 2003 : Marlu - Les valses machines (Toot)
- 2005 : Gilles Servat - Sous le ciel de cuivre et d'eau (Coop Breizh)
- 2006 : La Bretagne fête la Saint-Patrick (Keltia Musique) Gilles Servat et d'autres artistes bretons à Paris-Bercy en 2005
- 2006 : Alan Stivell - Explore (Keltia III)
- 2006 : Yann Honoré (collectif) - Autour de la mer (Creon Music)
- 2008 : Fairport Convention - Fame and Glory (Matty Grooves)
- 2008 : Pier Scouarnec - Pro-Fusion (Coop Breizh)
- 2009 : Bagad Roñsed-Mor - Kejaj (Coop Breizh)
- 2009 : Alan Simon - Anne de Bretagne (opéra-rock) CD studio
- 2010 : Alan Simon - Anne de Bretagne (live à Nantes) DVD et triple CD
- 2010 : Excalibur, The Celtic Rock Opera (live à Berlin) DVD
- 2010 : Bagad Gwengamp - Gwem Bronx (CD/DVD)
- 2010 : TiTom - Un Cri dans l'Ébène (L'Oz Production/Coop Breizh)
- 2011 : Children in Paradise - Esyllt (Keltia Musique)
- 2011 : Breizharock - In Live (CD/DVD)
- 2012 : Excalibur III, The Origins (Celluloïd)
- 2013 : Alan Stivell - 40th Anniversary Olympia 2012 (CD/DVD Mercury)
- 2013 : Projet Yvan Guillevic (PYG) - We live we die (Coop Breizh)
- 2013 : Tristan Decamps - Le Bruit des Humains (CD)
- 2018 : Dïe Morg - Beers Buddies & Boobies (CD)
- 2019 : Martin Barre - Martin Barre's Band Best of (2 CD)
- 2020 : United Guitar vol 2 (CD)
- 2021 : John Helfy - Rock Not Alone (CD)[21], avec Babet (Dionysos), Maxime Ginolin (Max Rage), Pat McManus (Mama's Boys), Dïe Morg, James Wood (TeeGarden)[22], ainsi que Christophe Babin, John Helfy, Phil Lebel, No Chiefs, Chris Short (The Churchfitters) et Sven Vinat[23].

### Compositions

#### Musiques de film et de reportage
- Plus de 70 émissions pour Thalassa (France 3) de 1997 à aujourd'hui
- Yannick Charles, Les côtes d'Europe vues du ciel / European Costs From Above, 2005 (Thalassa, France 5, BBC, DVD en 2007)
- Philippe Guilloux, Voix de garage : l'histoire d'un garage qui ne répare que les voitures, Carrément à l'Ouest, 2010, DVD
- Philippe Guilloux, L'homme à l'écharpe blanche
- Philippe Guilloux, La Bretagne sous l'Occupation
- Philippe Guilloux, D'Ar Gêr, les Bretons et la Grande Guerre
- Divers musiques pour Arte, Canal +, France 2, TF1, BBC etc ...

#### Théâtre
- La Mort de Marat, de Peter Weiss en 1989
- La Terre, de Zola en 1991

### Compilations
- 1996 : Breizh and Roll, Anthologie vol. 1
- 1996 : Guitare Attitudes acoustic influences XIII bis
- 2001 : L'Archipel : chants de mer et de marins (Keltia Musique) Quinze marins
- 2005 : Dolmen (Universal Music)
- 2006 : La Bretagne fête la Saint-Patrick (Keltia Musique)
- 2010 : Nuit de la Saint-Patrick (Keltia musique)
- 2011 : Guitar addiction (GuitarEuroMedia)
- 2011 : Musique de Bretagne (Keltia Musique)
- 2013 : Âmes celtes (Keltia Musique) titre : Eliz Iza
- 2013 : Pat O'May : Archives 1993/2013 (19 titres des précédents albums, dont 4 inédits issus de Thalassa et du Meeting Tour (avec Martin Barre)
- 2016 : Pub Saint Patrick, Vol. 2 (Celtic Rock) (Keltia Musique)
- 2016 : Fest vraz, vol. 2 (Keltia Musique)
- 2018 : Les musiques de bretagne (Keltia Musique)
- 2019 : Musique celtique: Envie de Bretagne, Vol. 1 (Coop Breizh)

### Vidéos, DVD
- Live au Festival des Terre Neuvas, 2007, concert carte blanche à Bobital (DVD promotionnel)
- Philippe Guilloux, La guitare celtique, 2010, DVD de 8 leçons et DVD bonus (Aligal production)
- In live we trust, 2010, concert enregistré à l'espace Bleu Pluriel de Trégueux (DVD Keltia Musique)
- Les côtes d'Europe vues du ciel (Thalassa) DVD 2019
- Alan Stivell, 40th Anniversary Olympia 2012 (CD/DVD Mercury)